# Claude-René Merceret
Claude-René Merceret est un religieux et homme politique français né le 26 octobre 1725 à Fontaine-lès-Dijon et décédé le 5 octobre 1802 à Dijon (Côte-d'Or).

## Biographie
Curé de Fontaine-lès-Dijon, il est député du clergé aux états généraux de 1789 pour le bailliage de Dijon. Il est favorable à la réunion des trois ordres. Il siège un temps dans la minorité, avant de passer dans la majorité et de prêter le serment civique.

## Sources
- « Claude-René Merceret », dans Adolphe Robert et Gaston Cougny, Dictionnaire des parlementaires français, Edgar Bourloton, 1889-1891 [détail de l’édition]
- Ressource relative à la vie publique :   - Base Sycomore